# Einwohnerentwicklung von Ilmenau
Dieser Artikel gibt die Einwohnerentwicklung von Ilmenau wieder.

## Historische Entwicklung
Die Einwohnerzahl Ilmenaus schwankte in der Zeit zwischen ihrer Gründung und dem Stadtbrand von 1752 zwischen etwa 400 und etwa 1500. Es gab mehrere Blütephasen des Bergbaus, in denen sich die Zahl erhöhte, andererseits gab es aber auch Epidemien, Kriege und Stadtbrände, die die Einwohnerzahl stark sinken ließen.
Als in der Zeit der Reichsgründung (1871) und des Eisenbahnanschlusses (1879) die Industrialisierung in Ilmenau einsetzte, vervierfachte sich die Einwohnerzahl bis zum Beginn des Ersten Weltkrieges. Die Zuzügler waren vor allem Bauern aus den Ostgebieten, Mecklenburg und Westfalen sowie Glasmacher aus der Thüringer Umgebung und aus dem Westerwald. Sie fanden in den zahlreichen Glas- und Porzellanfabriken Ilmenaus einen Arbeitsplatz. Eine zweite Zuzugswelle begann Ende der 1970er-Jahre bedingt durch die Errichtung der Industriegebiete im Nordosten der Stadt. Diese Menschen fanden in den Großkombinaten Arbeit und wohnten in den Neubaugebieten Stollen und Pörlitzer Höhe. Sie stammten vor allem aus den Dörfern des Thüringer Waldes, in denen parallel zu der Errichtung des Ilmenauer Industriegebietes die Glashütten geschlossen wurden, aber auch aus den dichtbesiedelten alten Industrieregionen Mitteldeutschlands (Raum Leipzig-Halle), Ostthüringens und Westsachsens.

## Aktuelle Entwicklung
Nach der Wiedervereinigung sank die Einwohnerzahl zunächst stark, stabilisierte sich jedoch dann wieder. Anschließend machte sich der demografische Wandel mit steigendem Altersdurchschnitt und Geburtendefizit bemerkbar, während sich die Wanderungssituation entspannt hat und dieser Saldo relativ ausgeglichen ist. Mit dem heutigen Gebietsstand (inklusive der Eingemeindungen von 1994) lebten am 31. Dezember 1989 31.660 Einwohner in Ilmenau. 2010 waren es 26.022 Einwohner, damit liegt der Rückgang seitdem bei 17,8 % (allein 14,2 % zwischen 1989 und 2000).
Am 31. Dezember 2011 lebten in Ilmenau 1.323 Ausländer (5,16 %). Die Herkunftsregionen weichen dabei stark vom bundesdeutschen Durchschnitt ab: die größten Gruppen bilden die Chinesen (186), gefolgt von den Russen (127), den Syrern (97), den Ukrainern (79) und den Vietnamesen (70). Während Chinesen und Syrer überwiegend als Studierende an der Technischen Universität tätig sind, wanderten die Vietnamesen als Vertragsarbeiter bereits zu DDR-Zeiten ein. Russen und Ukrainer kamen vor allem in den 1990er-Jahren nach Ilmenau.
Die Bevölkerung setzte sich 2010 aus 9,73 % unter 15-Jährigen, 67,98 % 15- bis 65-Jährigen und 22,30 % über 65-Jährigen zusammen. Im Jahr 2000 lagen diese Werte bei 12,06 %, 72,16 % und 15,78 %.

## Bevölkerungsprognosen
Bevölkerungsprognosen sind von sehr vielen Faktoren abhängig, daher schwer zu treffen und mit einer gewissen Fehlerquote behaftet. Bereits jetzt absehbare Entwicklungen sind eine zunehmende Alterung der Bevölkerung sowie ein mittelfristig steigendes Geburtendefizit auf der Seite der natürlichen Bevölkerungsentwicklung. Dieses wird hervorgerufen, weil die Zahl der Frauen im gebärfähigen Alter in Zukunft relativ stark abnehmen wird, wenn die geburtenschwachen Jahrgänge der 1990er-Jahre in die Familiengründungsphase eintreten. Dadurch entsteht ein „zweiter Geburtenknick“ um das Jahr 2020 als Folge des ersten Geburtenknicks unmittelbar nach der Wende 1990. Andererseits wird dieser Effekt zeitlich gestreckt, da die Mütter bei der Geburt im Durchschnitt immer älter werden.
Die Seite der räumlichen Bevölkerungsentwicklung (Wanderungen) ist schwer prognostizierbar. Maßgebliche, sich schnell verändernde Faktoren sind neben der ökonomischen Gesamtentwicklung vor Ort, im Inland und den Herkunftsländern der Migranten auch die staatliche Migrationspolitik sowie lokale Einflüsse. In Ilmenau ist die Universität der wichtigste lokale Faktor (ihre Studentenschaft stellt knapp 25 % der gesamten Einwohner); je attraktiver sie ist, umso mehr junge Menschen werden in die Stadt gezogen. Ein weiterer lokaler Faktor ist die Interaktion mit dem unmittelbaren Umland. Die Dörfer des Thüringer Waldes sind seit Jahrzehnten massiv vom demografischen Wandel und Überalterung betroffen, sodass neben der Bevölkerung dort auch die infrastrukturelle Erschließung (Geschäfte, Versorgung mit Dienstleistungen, öffentlicher Nahverkehr) rückläufig ist. Ältere Menschen, die nicht mehr mobil sind, können dort nur schwer ihre Bedürfnisse erfüllen, sodass ein Umzug in die nächste Stadt ihren Alltag wesentlich erleichtert oder sogar notwendig wird. Daraus resultiert eine weitere Gruppe potenzieller zukünftiger Zuwanderer für die Stadt Ilmenau.
Die maßgebliche Gruppe der Abwandernden sind junge Menschen zwischen 18 und 25 Jahren. Deren Anzahl in Ilmenau ist durch den Geburtenknick nach der Wende geringer geworden, sodass der Abwanderungsdruck (etwa gegenüber der Zeit um die Jahrtausendwende) stark nachlässt, was die Zahl der Fortziehenden senkt und somit für einen positiveren Wanderungssaldo sorgt. Im Jahr 2009 wurde beim Wanderungssaldo der Wendepunkt in den positiven Bereich erreicht und es besteht die Wahrscheinlichkeit, dass es sich dabei um eine nachhaltige Entwicklung handelt.
Insgesamt wird die Bevölkerung Ilmenaus in den nächsten Jahren gleich bleiben oder leicht zurückgehen. Das Thüringer Landesamt für Statistik sagte für das Jahr 2020 24.349 Einwohner voraus, was einem Rückgang von 6,3 % gegenüber dem Basisjahr 2009 entspricht. Die Bertelsmann-Stiftung sagt für das Jahr 2020 23.540 Einwohner voraus, was einem Rückgang von 9,3 % gegenüber dem Basisjahr 2009 entspricht. Im Jahr 2012 zeichnet sich bereits ab, dass diese Prognosen zu pessimistisch sein könnten.  Durch die umfangreichen Eingemeindungen in den Jahren 2018 und 2019 stieg die Einwohnerzahl auf über 38.000, wodurch Ilmenau nun eine der zehn größten Städte Thüringens ist.

## Tabellarische Darstellung
Quelle seit 1994: Thüringer Landesamt für Statistik
| Jahr    | Einwohner |
| ------- | --------- |
| um 1340 | ca. 800   |
| um 1450 | ca. 550   |
| um 1615 | ca. 1.400 |
| um 1640 | ca. 600   |
| um 1650 | ca. 1.000 |
| 1771    | 1.495     |
| 1783    | 1.628     |
| 1784    | 1.667     |
| 1785    | 1.659     |
| 1786    | 1.764     |
| 1787    | 1.877     |
| 1788    | 1.903     |
| 1789    | 1.963     |
| 1790    | 1.919     |
| 1799    | 2.001     |
| 1817    | 2.160     |
| 1832    | 2.596     |
| 1836    | 2.661     |
| 1837    | 2.543     |
| 1838    | 2.683     |
| 1839    | 2.722     |
| 1840    | 2.759     |
| 1841    | 2.766     |
| 1842    | 2.843     |
| 1843    | 2.809     |
| 1846    | 2.796     |

| Jahr | Einwohner |
| ---- | --------- |
| 1849 | 2.791     |
| 1852 | 2.818     |
| 1855 | 2.887     |
| 1858 | 3.026     |
| 1861 | 2.732     |
| 1864 | 3.128     |
| 1867 | 3.222     |
| 1871 | 3.443     |
| 1875 | 3.760     |
| 1880 | 4.593     |
| 1885 | 5.483     |
| 1890 | 6.508     |
| 1895 | 7.956     |
| 1900 | 10.419    |
| 1905 | 11.223    |
| 1907 | 11.584    |
| 1909 | 12.257    |
| 1910 | 12.198    |
| 1919 | 11.663    |
| 1921 | 12.559    |
| 1922 | 12.859 1  |
| 1923 | 13.051    |
| 1924 | 13.531    |
| 1925 | 13.614    |
| 1926 | 14.074    |
| 1927 | 14.361    |

| Jahr | Einwohner |
| ---- | --------- |
| 1928 | 14.461    |
| 1929 | 14.566    |
| 1930 | 14.687    |
| 1931 | 14.601    |
| 1932 | 14.598    |
| 1933 | 14.552    |
| 1934 | 14.257    |
| 1935 | 14.486    |
| 1936 | 14.504    |
| 1937 | 14.706    |
| 1938 | 15.019    |
| 1939 | 17.064 2  |
| 1940 | 17.279    |
| 1941 | 16.668    |
| 1942 | 16.876    |
| 1943 | 16.392    |
| 1944 | 18.748    |
| 1945 | 21.862 3  |
| 1946 | 18.668    |
| 1947 | 19.335    |
| 1949 | 19.352    |
| 1950 | 19.108    |
| 1960 | 17.738    |
| 1970 | 19.634    |
| 1974 | 19.000    |
| 1977 | 22.700    |

| Jahr | Einwohner |
| ---- | --------- |
| 1980 | 26.293    |
| 1981 | 28.749 4  |
| 1985 | 29.481    |
| 1987 | 29.500    |
| 1989 | 29.293    |
| 1990 | 28.454    |
| 1991 | 27.642    |
| 1992 | 27.622    |
| 1993 | 29.282 5  |
| 1994 | 28.899    |
| 1995 | 28.514    |
| 1996 | 28.100    |
| 1997 | 27.988    |
| 1998 | 27.700    |
| 1999 | 27.524    |
| 2000 | 27.176    |
| 2001 | 27.124    |
| 2002 | 27.249    |
| 2003 | 27.157    |
| 2004 | 26.833    |
| 2005 | 26.737    |
| 2006 | 26.540    |
| 2007 | 26.307    |
| 2008 | 25.984    |
| 2009 | 25.979    |
| 2010 | 26.022    |

| Jahr | Einwohner |
| ---- | --------- |
| 2011 | 26.122    |
| 2012 | 26.070    |
| 2013 | 25.949    |
| 2014 | 25.923    |
| 2015 | 26.153    |
| 2016 | 25.946    |
| 2017 | 25.975    |
| 2018 | 36.716 6  |
| 2019 | 38.891 7  |
| 2020 | 38.637    |
| 2021 | 38.521    |
| 2022 | 38.998    |
| 2023 | 39.032    |
| 2024 | 38.834    |

## Geburten- und Wanderungssaldo
Quelle: Thüringer Landesamt für Statistik
| Jahr | Geboren/Gestorben | Geburtensaldo | Zuzüge/Fortzüge | Wanderungssaldo |
| ---- | ----------------- | ------------- | --------------- | --------------- |
| 1994 | 150/298           | −148          | 872/1107        | −235            |
| 1995 | 156/310           | −154          | 1053/1284       | −231            |
| 1996 | 174/324           | −150          | 1083/1347       | −264            |
| 1997 | 193/286           | −93           | 1194/1211       | −17             |
| 1998 | 190/302           | −112          | 1133/1311       | −178            |
| 1999 | 198/277           | −79           | 1391/1488       | −97             |
| 2000 | 171/312           | −141          | 1301/1508       | −207            |
| 2001 | 193/292           | −99           | 1644/1597       | +47             |
| 2002 | 158/293           | −135          | 1709/1449       | +260            |
| 2003 | 178/262           | −84           | 1635/1643       | −8              |
| 2004 | 167/256           | −89           | 1620/1856       | −236            |
| 2005 | 206/203           | +3            | 1633/1735       | −102            |
| 2006 | 173/260           | –87           | 1700/1811       | –111            |
| 2007 | 206/285           | –79           | 1682/1836       | –154            |
| 2008 | 201/267           | –66           | 1671/1930       | –259            |
| 2009 | 207/293           | –86           | 1727/1649       | +78             |
| 2010 | 206/277           | –71           | 1747/1631       | +116            |
| 2011 | 181/291           | −110          | 1848/1757       | +91             |
| 2012 | 196/328           | −132          | 1826/1752       | +74             |
| 2013 | 179/329           | −150          | 1812/1793       | +19             |
| 2014 | 189/307           | −118          | 1890/1795       | +95             |
| 2015 | 219/329           | −110          | 2137/1795       | +342            |
| 2016 | 209/341           | −132          | 2058/2119       | −61             |
| 2017 | 191/336           | −145          | 2042/1886       | +176            |
| 2018 | 295/487           | −192          | 2275/1995       | +280            |
| 2019 | 281/527           | −246          | 2268/2141       | +127            |
| 2020 | 267/552           | −285          | 1898/1852       | +46             |
| 2021 | 284/686           | −402          | 2186/1891       | +295            |
| 2022 | 232/677           | −445          | 3012/1954       | +1058           |